# Штуббендорф, Людвиг
Людвиг Штуббендорф ( Ludwig Stubbendorff, 24 февраля 1906 Турлофф, Мекленбург-Шверин — 17 июля 1941, Быхов, Белорусская ССР, СССР) — немецкий спортсмен-всадник, двукратный олимпийский чемпион 1936 года в личном и командном троеборье.

## Биография

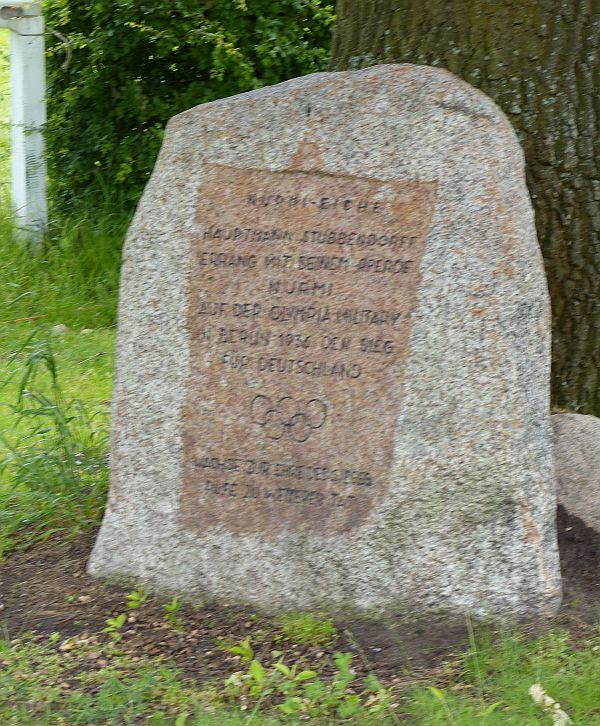
Мемориальный камень Штуббендорфа и его лошади Нурми на иммподроме Ферден

Родился 24 февраля 1906 года в семье лесничего. Окончил среднюю школу в городе Шверин. В 1930 году был направлен в кавалерийскую школу Ганновера.
На Олимпийских играх 1936 года в Берлине гауптман Штуббендорф завоевал золото в личном и командном троеборье в седле Нурми.
На 10 мая 1940 года в звании майора командовал 1-м конным артиллерийским дивизионом в 1-й кавалерийской дивизии.
Во время Второй мировой войны был направлен на Восточный фронт, служил командиром отделения в артиллерийском полку. Был убит в бою с Красной армией, во время сражения на реке Днепр, в районе Никоновичи — Михайлов в звании оберста. Похоронен на немецком кладбище в Быхове, возле трассы Могилёв — Гомель.